# Ludmyła Barbir
Ludmyła Hryhoriwna Barbir (ukr. Людмила Григорівна Барбір; ur. 30 listopada 1982 w Czornohuzach) – ukraińska aktorka i prezenterka telewizyjna, współprowadzi poranny program Śniadanie z 1+1 na kanale 1+1.

## Życiorys
W 2004 ukończyła Kijowski Narodowy Uniwersytet Teatru, Kina i Telewizji im. Iwana Karpenki-Karego, zdobywając dyplom w dziedzinie teatru i filmu. Występowała w teatrach Rampa w Nachodce, Bravo w Kijowie i innych.
Od 2006 występuje w serialach i filmach fabularnych, natomiast od 2007 zaczęła pojawiać się w reklamach.
Od 19 sierpnia 2013, razem z Rusłanem Seniczkinem, prowadzi magazyn poranny Śniadanie z 1+1 na kanale 1+1.
Zajmuje się również ukraińskim dubbingiem filmów fabularnych i seriali telewizyjnych. Swojego głosu udzieliła przy takich produkcjach jak Avatar, Wolverine, Dziewczyny ze Lwowa, Mission Impossible, Piraci z Karaibów: Na krańcu świata, Django, Aladyn czy Merida Waleczna. Podkładała również głos pod postać Morticii Addams w filmie Rodzina Addamsów.
W 2019 uczestniczyła w programie tanecznym Tanci z zirkamy, odpadając w dziewiątym odcinku.
Jest wykładowczynią w 1+1 Media School, gdzie naucza studentów sztuki telewizyjnej i techniki mowy.
Jest ambasadorką kampanii informacyjnych Międzynarodowej Organizacji ds. Migracji, ONZ Kobiety i Unii Europejskiej na temat zwalczania przemocy, handlu ludźmi i dziennikarstwa uwzględniającego kwestie płci.

## Życie prywatne
Jej mąż Igor od wybuchu wojny w Donbasie w 2014 jest ochotnikiem na froncie. Od momentu inwazji Rosji na Ukrainę w lutym 2022 już jako pełnoprawny członek Sił Zbrojnych Ukrainy pełni służbę instruktora dla innych żołnierzy. Małżeństwo ma syna Tarasa.